# Nathalie Chuard

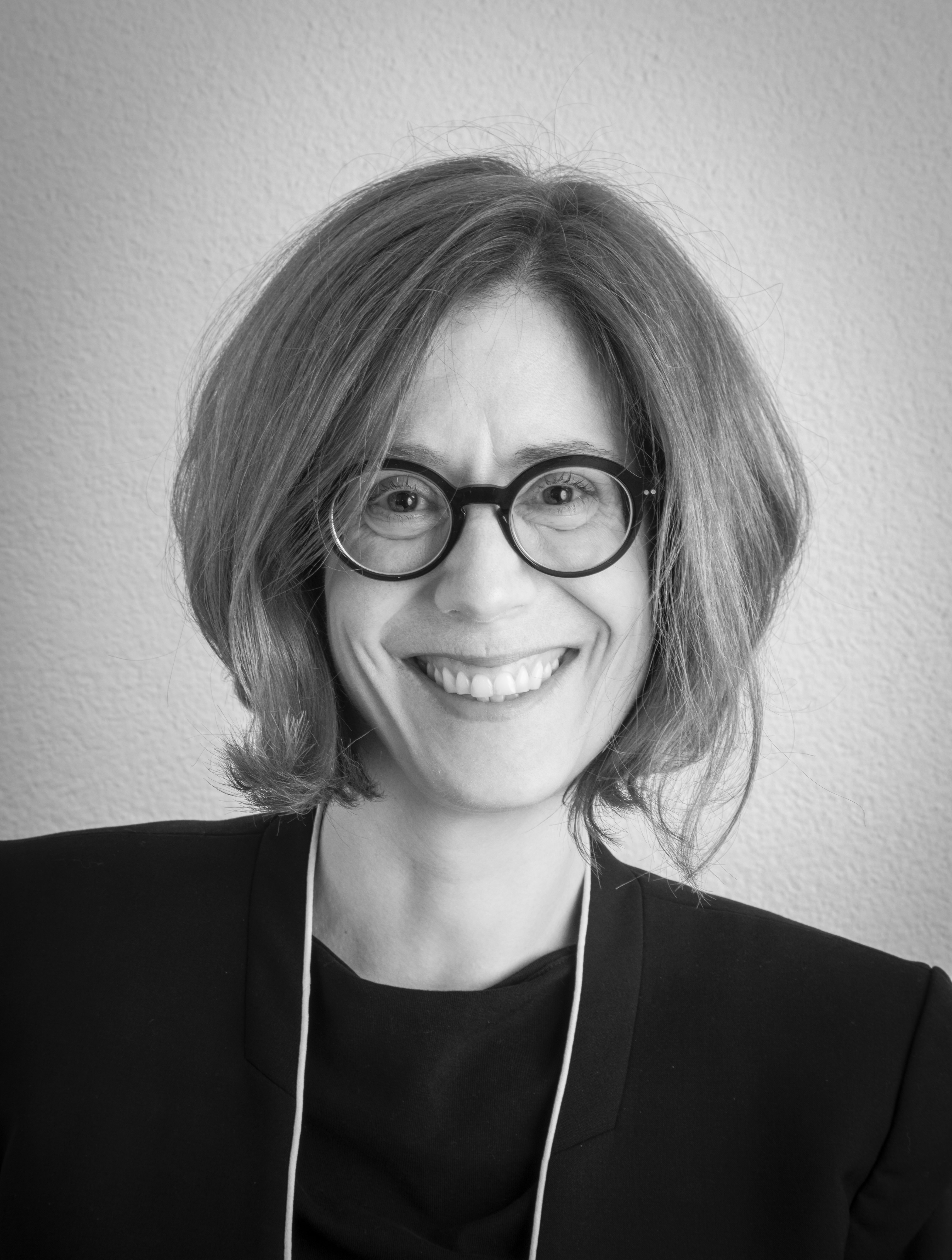
Nathalie Chuard

Nathalie Chuard (* 21. Dezember 1972, heimatberechtigt in Avenches, VD) ist eine Schweizer Diplomatin. Als erste Frau wurde sie 2023 als Direktorin des Genfer Zentrums für die Gouvernanz des Sicherheitssektors DCAF berufen. Zuvor war sie die Schweizer Botschafterin in Bangladesch.

## Leben und Wirken
Nathalie Chuard ist in Lausanne aufgewachsen. Sie studierte ab 1992 an der Universität Lausanne Russisch, Geschichte und Politik und schloss 1998 mit einem Master (für Slawische Sprache und Zivilisation, Geschichte und Politikwissenschaft) ab. Von 2000 bis 2005 war sie für die Stiftung Terre des Hommes tätig und leitete deren Büro in Afghanistan und danach im Iran. Sie absolvierte zudem Einsätze in Indonesien, Russland, im Besetzten Palästinensischen Gebiet und Madagaskar. Von 2005 bis 2007 war sie für das Eidgenössische Departement für auswärtige Angelegenheiten (EDA) im Besetzten Palästinensischen Gebiet tätig, danach leistete sie Projektarbeit in Jerusalem. 2008 trat sie in den diplomatischen Dienst des EDA sein und arbeitete als Attaché an der Schweizer Botschaft in Washington D.C. Von 2009 bis 2013 war Nathalie Chuard stellvertretende Leiterin der Sektion Menschenrechtspolitik der Abteilung Menschliche Sicherheit im EDA in Bern und danach Politische Koordinatorin an der Schweizer Mission bei den Vereinten Nationen in New York. Im Januar 2018 übernahm sie die Leitung der Abteilung Mittlerer Osten und Nordafrika – Humanitäres im EDA. Von Mai 2020 bis Februar 2023 amtete sie als Schweizer Botschafterin in Bangladesch.
Im September 2022 wurde Nathalie Chuard zur Ausübung der Funktion als Direktorin des Genfer Zentrums für die Gouvernanz des Sicherheitssektors DCAF der Botschaftertitel verliehen. Ziel des Zentrums ist es, die Prinzipien guter Regierungsführung und ziviler Kontrolle des Sicherheitssektors weltweit durch national verankerte, inklusive und partizipative Reformprozesse zu stärken. Sie trat ihr Amt im März 2023 an.